# 徳島県立美馬商業高等学校
徳島県立美馬商業高等学校（とくしまけんりつみましょうぎょうこうとうがっこう）は、かつて徳島県美馬市に所在した公立の商業高等学校。2014年に徳島県立貞光工業高等学校と統合され、徳島県立つるぎ高等学校が新設され閉校した。

## 設置学科
- 商業科

## 沿革
- 1956年 - 徳島県立美馬商業高等学校として開校。
- 1958年 - 工業課程併設により徳島県立美馬商工高等学校と改称。
- 1967年 - 工業課程が徳島県立貞光工業高等学校として分離独立、徳島県立美馬商業高等学校と改称。
- 2014年 - 徳島県立貞光工業高等学校 と統合され徳島県立つるぎ高等学校が新設、閉校。

## 部活動
- 運動部
  - 陸上競技部 - 男子は全国高校駅伝に9年連続出場と強豪である。
  - 男子硬式野球部
  - 卓球部
  - ソフトテニス部
  - 女子ソフトボール部
  - 弓道部
  - バスケットボール部
  - 少林寺拳法サークル
- 文化部
  - 経理部
  - IT部
  - JRC・ボランティア部
  - 茶華道部
  - 芸術部
  - 美翔の会

## 卒業生
- 田辺修（プロ野球選手）
- 上村和生（陸上競技選手）